# Rio Bârlad
O Rio Bârlad é um rio da Romênia afluente do Rio Siret, localizado no distrito de Neamț, Vaslui e Galați.